# Marsilea scalaripes
Marsilea scalaripes är en klöverbräkenväxt som beskrevs av David Mark Johnson. Arten ingår i släktet Marsilea och familjen Marsileaceae. Inga underarter finns listade.